# Мусин, Курган Нурханович
Курган Нурханович Мусин (каз. Қорған Нұрханұлы Мусин; 25 июля 1926, Оренбург, РСФСР, СССР — 2009, Алма-Ата, Казахстан) — советский и казахский государственный и политический деятель. Министр сельского строительства Казахской ССР (1970—1985).
Заслуженный строитель Казахской ССР, лауреат Государственной премии Казахской ССР.

## Биография
Родился 25 июля 1926 года в Оренбурге.
В 1953 году окончил Ташкентский институт ирригации и механизации сельского хозяйства по специальности инженер строитель.
Участник Великой Отечественной войны.
Работал научным сотрудником Среднеазиатского научно-исследовательского института ирригации.
С 1957 по 1959 годы — главный инженер Голодностепского совместного управления, заместитель главного инженера треста «Казирголстепстрой».
С 1959 по 1961 годы — начальник строительно-монтажного управления треста «Казбурводстрой». 
С 1961 по 1965 годы — начальник Алматинского областного управления оросительных систем.
С 1965 по 1966 годы — управляющий трестом «Алмаатаоблводстрой».
С 1966 по 1970 годы — зам. первый заместитель министра сельского строительства Казахской ССР.
С 1970 по 1985 годы — министр сельского строительства Казахской ССР.
С 1985 по 1987 годы — заместитель председателя Госагропрома Казахской ССР.
С 1975 по 1990 годы — депутат Верховного Совета Казахской ССР IХ—ХI созывов от Темирского округа № 74 Актюбинской обл.

### Награды и звания
- Награждён Почетными грамотами Верховного Совета Казахской ССР (дважды)
- Орден Отечественной войны ІІ степени
- Орден Октябрьской Революции
- Орден Трудового Красного Знамени
- Орден «Знак Почёта»
- Орден Дружбы народов
- Орден Полярной звезды (Монголия)
- Государственная премия Казахской ССР в области литературы, искусства и архитектуры
- Заслуженный строитель Казахской ССР
- Награждён государственными, юбилейными и боевыми медалями СССР и др.